# Claudia Romo Edelman
Claudia Romo Edelman (de soltera Claudia González Romo) es una activista social, conferencista y exdiplomática mexicana-suiza. Fue jefa de comunicaciones del Secretario General de las Naciones Unidas y dirigió la defensa mundial de UNICEF, además de trabajar en relaciones públicas y marketing para otras organizaciones internacionales, como el Foro Económico Mundial, la Agencia de las Naciones Unidas para los Refugiados y el Fondo Mundial de Lucha contra el SIDA, la Tuberculosis y la Malaria. 

## Educación
Romo Edelman es licenciada en Comunicación y Filosofía por la Universidad Intercontinental de México y tiene un máster en Comunicación Política por la Escuela de Economía de Londres.

## Carrera
Romo Edelman trabajó como jefa de comunicaciones en la Oficina Ejecutiva del Secretario General de las Naciones Unidas, colaborando con el asesor especial para la Agenda 2030 para el Desarrollo Sostenible y el cambio climático. En 2014, también comenzó a realizar actividades de promoción global para la UNICEF, y ha sido parte de la Junta Directiva del Bank Street College of Education.
Ha trabajado en relaciones públicas y marketing para organizaciones internacionales como el Foro Económico Mundial, la Agencia de las Naciones Unidas para los Refugiados y el Fondo Mundial de Lucha contra el SIDA, la Tuberculosis y la Malaria. Claudia también ha sido profesora visitante de marketing en la Universidad de Ginebra.
Romo Edelman ha colaborado con plataformas de medios como Despierta América (Univisión), NBC-Telemundo, AdAge, El Heraldo de México y Reforma. Fundó la iniciativa Hispanic Star bajo la Fundación We Are All Human, que se centra en la visibilidad y representación de las comunidades hispanas y latinas en los Estados Unidos. 
En 2024, cofundó el pódcast A LA LATINA – The Playbook to Succeed Being Your Authentic Self, destacando las experiencias profesionales de ejecutivas latinas.

## Vida personal
Romo Edelman es hija de la actriz mexicana Cecilia Romo y Raúl Domingo González Soto. Vive en la ciudad de Nueva York, está casada con Richard Edelman y tiene dos hijos. También habla seis idiomas.

## Honores y premios
- Revista Líderes Latinos: 100 Latinas, 2020, 2025.[12]
- Lista de líderes latinos de TIME, 2024.[13]

- People en Español: Poderosas, 25 latinas más influyentes, 2020, 2025.[14]
- Las 50 latinas más poderosas de ALPFA, 2019, 2020, 2021, 2022.[15]
- Premio Crain's New York Business a líderes y ejecutivos hispanos destacados, 2021.[16]
- Premio del Presidente de la Hispanic Public Relations Association, 2023.[17]